# Економіка Ірландії
Ірландія — аграрно-індустріальна країна, що прогресивно розвивається. Основні галузі промисловості: комп'ютерна індустрія, текстильна, харчова, хімічна, машинобудування, чорна металургія, фармацевтична, скляна, нафтопереробна, гірнича (видобуток торфу, поліметалічних руд та ін.), туризм. За період 1995—2000 рр. зростання валового національного продукту в Ірландії становило 9,7 % щорічно. Транспорт — залізничний, автомобільний, морський. Головні порти: Дублін, Корк. Міжнародне авіасполучення — г.ч. через летовище в Дубліні. В Шанноні розташований трансатлантичний аеропорт.

## Основні тенденції розвитку
Починаючи з 1960-х років, Ірландія тримає курс на розвиток сучасної економіки, що спирається на високі технології. Основний пріоритет — економіка на базі знань. Цифрові технології являють собою ключовий чинник в економічній еволюції Ірландії. На початку XXI ст. у країні існує розгорнута система підтримки компаній, що випускають програмне забезпечення. Програмна галузь, — стратегічно важливий сектор економіки, — покладена в основу економічного курсу держави під назвою «Кельтський тигр».
Щорічний оборот ірландської галузі програмного забезпечення становить близько 7,2 млрд доларів США. На цьому ринку працює понад 800 компаній. Бл. 80 % прибутків галузі програмного забезпечення припадає на експорт (10 % експорту країни). Ірландія є найбільшим експортером програмного забезпечення у світі.
Зростання валового національного продукту в Ірландії становило за період з 1995 по 2000 рік 9,7 % щорічно, що було зумовлено участю країни в МВФ, а також ефективною макроекономічною політикою і політикою в області зайнятості. Однак та роль, яку грають в економіці Ірландії прямі іноземні інвестиції в технологію, здатна викликати серйозні ризики в умовах погіршання глобального економічного клімату.